# Aleksandr Minkin
Aleksandr Jeriemiejewicz Minkin (ros. Александр Еремеевич Минкин, ur. 19 sierpnia 1887 w Warszawie, zm. 13 stycznia 1955) – radziecki polityk, dyplomata.

## Życiorys
Od 1903 aktywista SDPRR, bolszewik, w październiku 1903 aresztowany, w czerwcu 1904 skazany na zesłanie do Tiumeni, później ponownie aresztowany i skazany na zesłanie do guberni jenisejskiej, zbiegł za granicę. Przebywał na emigracji w USA, skąd wrócił w kwietniu 1917, od 1917 przewodniczący rejonowego komitetu SDPRR(b) w Piotrogrodzie, od marca 1918 do 1919 komisarz ekspedycji przygotowywania państwowych papierów w Penzie. Od 13 kwietnia do lipca 1918 przewodniczący penzeńskiej rady gubernialnej, w lipcu-sierpniu 1918 przewodniczący Komitetu Wykonawczego Penzeńskiej Rady Gubernialnej, od grudnia 1918 do marca 1919 i w sierpniu-wrześniu 1919 przewodniczący penzeńskiego gubernialnego komitetu RKP(b), od 1919 zarządca fabryki "Gosznak" w Permie, sekretarz permskiego gubernialnego komitetu RKP(b). Od 21 lutego 1920 przewodniczący Komitetu Wykonawczego Permskiej Rady Gubernialnej, od października 1921 do 1922 sekretarz odpowiedzialny archangielskiego gubernialnego komitetu RKP(b), 1922 sekretarz Komitetu Wykonawczego Kominternu, od 1923 członek Kolegium Ludowego Komisariatu Aprowizacji ZSRR. Od 1930 do lutego 1934 przewodniczący Jużamtorga, od 10 marca 1934 do 27 grudnia 1935 ambasador ZSRR w Urugwaju, 1936-1938 zastępca przewodniczącego Sądu Najwyższego RFSRR, od listopada 1937 do stycznia 1938 zastępca szefa Wydziału Obrony Sądowej Ludowego Komisariatu Sprawiedliwości ZSRR, od stycznia 1938 członek Moskiewskiego Obwodowego Kolegium Adwokatów.
24 stycznia 1939 aresztowany, 1939 skazany na 8 lat pozbawienia wolności, 1946 zwolniony. Po zwolnieniu pracował jako radca prawny cukrowni w Jełgawie. W 1949 ponownie aresztowany, skazany na 10 lat pozbawienia wolności.